# Список дипломатических миссий в Танзании

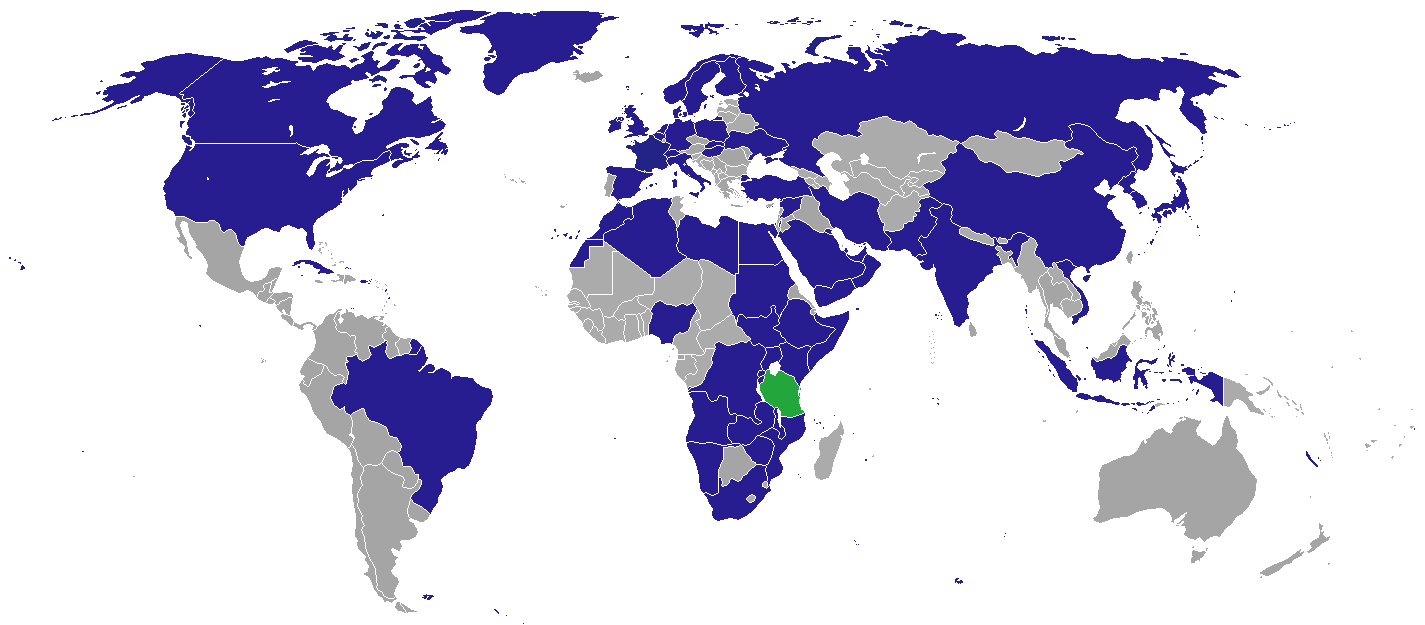
Карта стран, имеющих дипломатические миссии в Танзании.

Ниже представлен список дипломатических миссий в Танзании. В настоящее время 62 страны имеют дипломатические миссии в Танзании. Они базируются либо в Дар-эс-Саламе, бывшей столице и крупнейшем городе Танзании, либо в Додоме — столице страны.
Многие другие страны имеют послов, аккредитованных в Танзании, которые однако базируются проживают в Найроби или Аддис-Абебе. Министерство иностранных дел ведет официальный список дипломатических представительств.[1] В этот список не включены почетные консульства.

## Дипломатические миссии

### Базирующиеся вДар-эс-Саламе
Страны, отмеченные звездочкой (*), являются государствами-членами Содружества Наций. Таким образом, их посольства формально называются «верховными комиссиями».
- Алжир
- Ангола
- Бельгия
- Бразилия
- Бурунди
- Ватикан
- Великобритания*
- Вьетнам
- Германия
- Дания (будет закрыто в 2024)[1]
- ДРК
- Египет
- Замбия*
- Зимбабве
- Йемен
- Индия*
- Индонезия
- Иран
- Ирландия
- Испания
- Италия
- Канада*
- Катар
- Китай
- КНДР
- Коморы
- Куба
- Кувейт
- Ливия
- Малави*
- Марокко
- Мозамбик*
- Намибия*
- Нидерланды
- Нигерия*
- Норвегия
- ОАЭ
- Оман
- Пакистан
- Государство Палестина
- Польша
- Республика Корея
- Россия
- Руанда*
- САДР
- Саудовская Аравия
- Сирия
- Сомали
- Судан
- США
- Турция
- Уганда*
- Финляндия
- Франция
- Швейцария
- Швеция
- Эфиопия
- ЮАР*
- Южный Судан[2]
- Япония

### Базирующиеся вДодоме
В июле 2018 года каждому из постоянных дипломатических представительств было предложено по 5,5 акров земли в новой столице, чтобы стимулировать переезд.[3] К февралю 2021 года только десять стран получили документы, подтверждающие право собственности.[4] По оценкам некоторых дипломатов, на переезд им может потребоваться более десяти лет.[5]
В январе 2023 года президент Самия Хасан Сулуху обратился к дипломатическому сообществу с призывом воспользоваться льготами, которые предлагало правительство, до истечения срока их действия.[6] Подготовку к переезду в Додому начали Ватикан и Уганда.
- Германия (Второстепенный офис)[3]
- Китай (Второстепенный офис)[4]
- Франция (Второстепенный офис)[5]

### Галерея

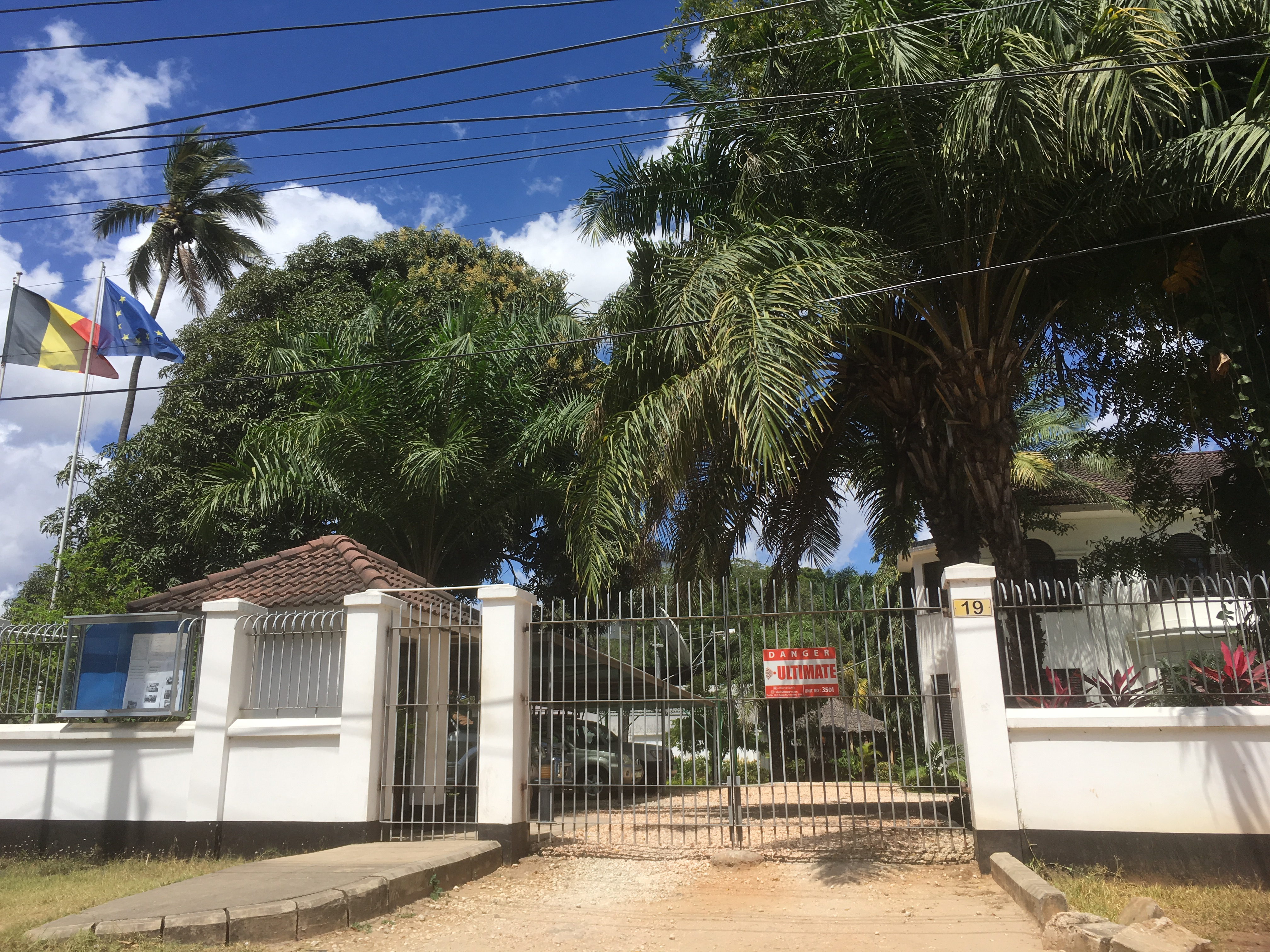
Посольство Бельгии
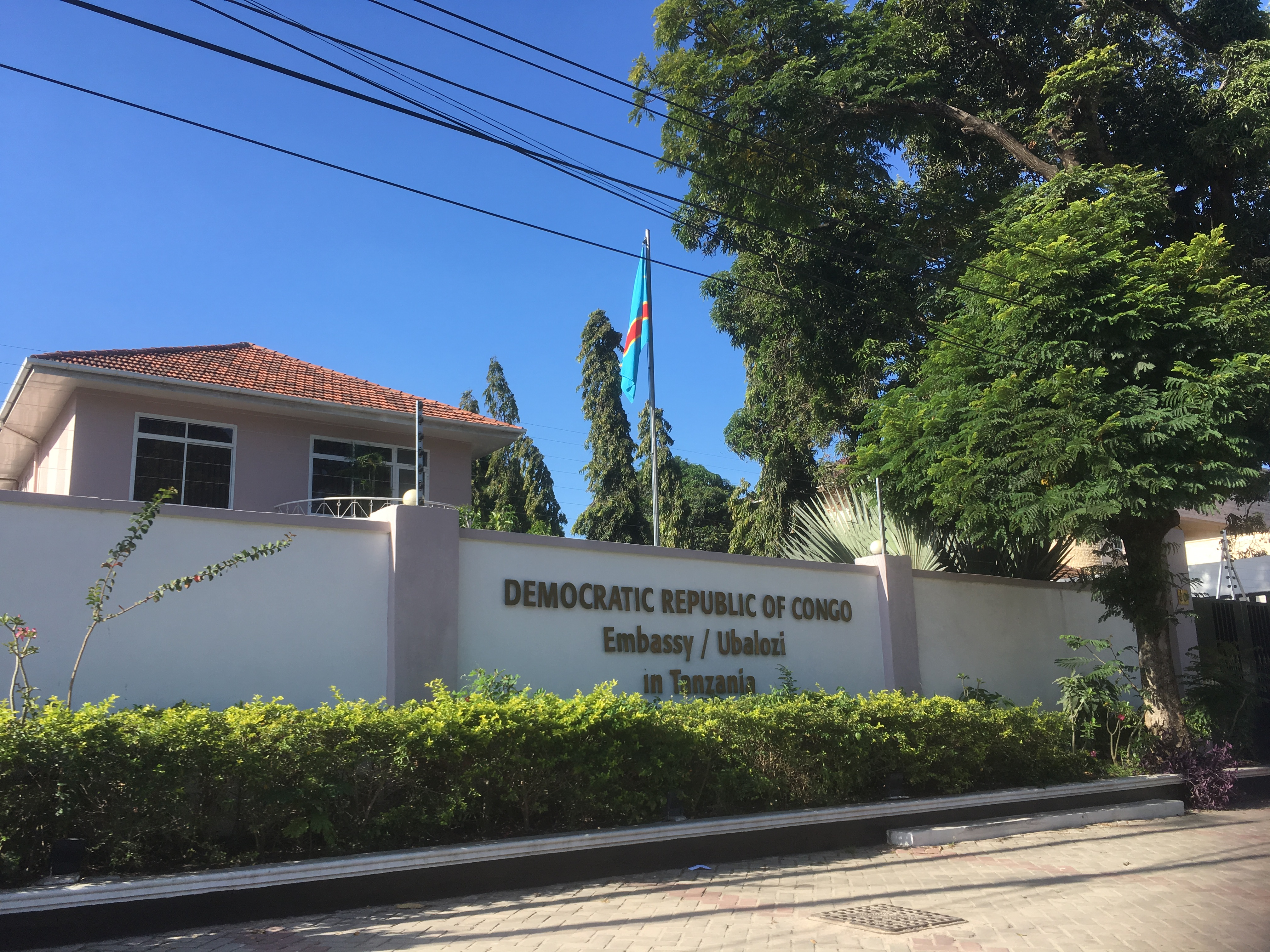
Посольство ДР Конго
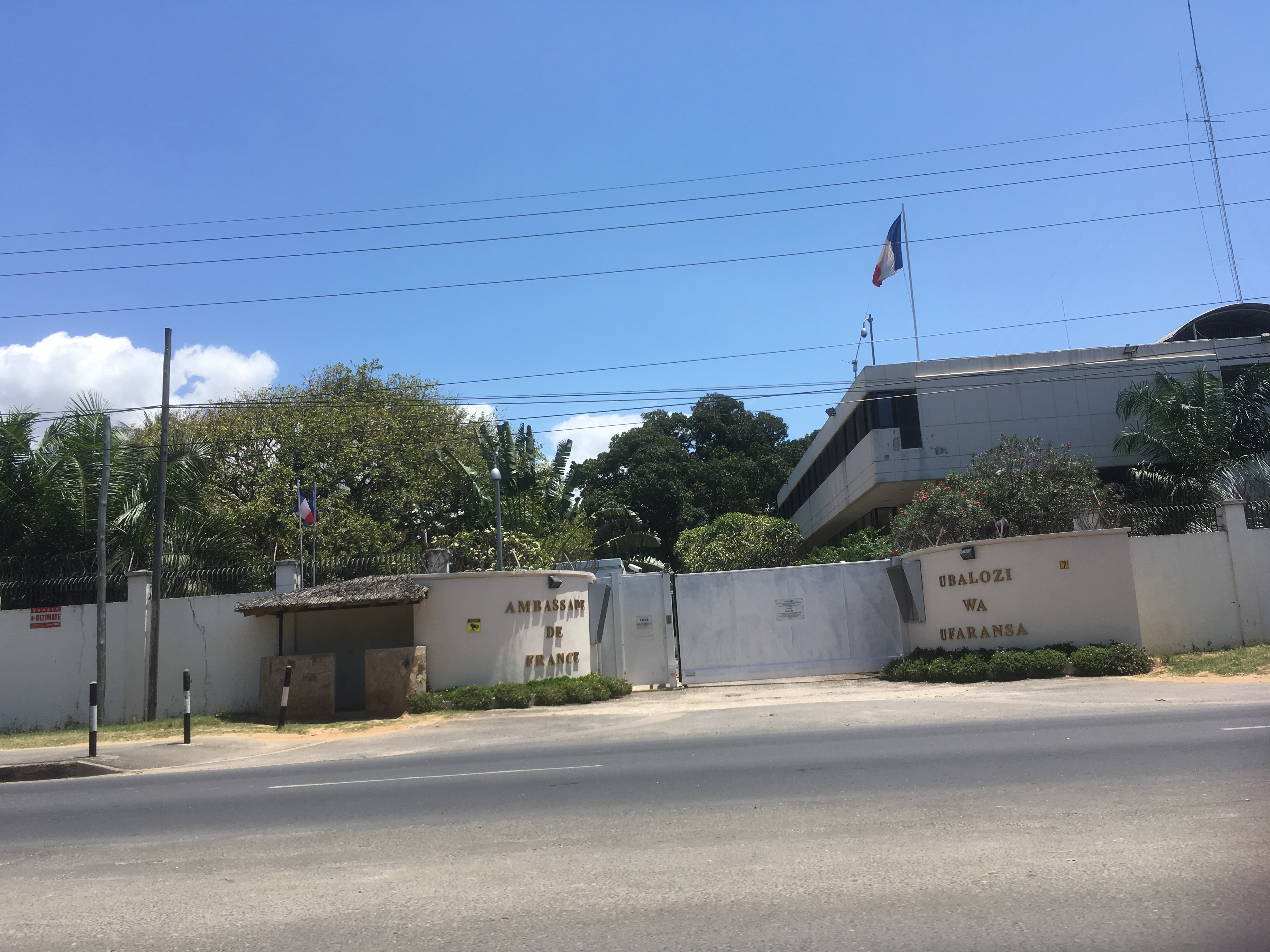
Посольство Франции
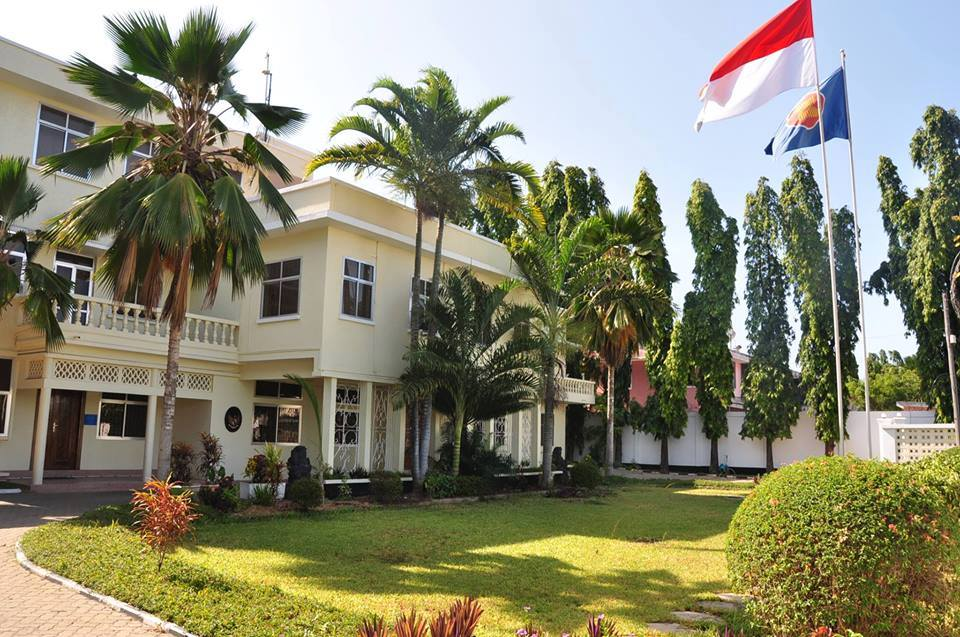
Посольство Индонезии
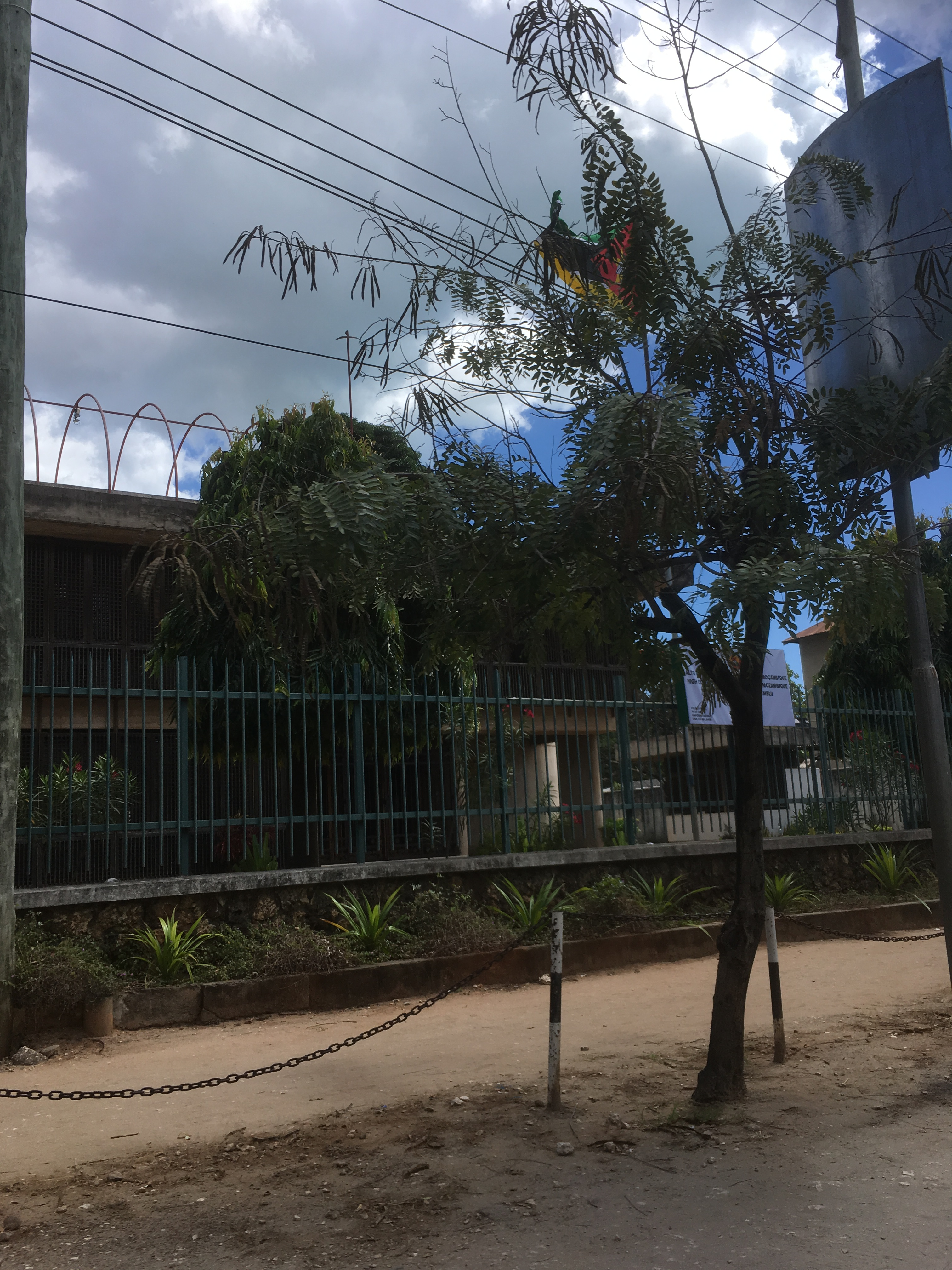
Верховная комиссия Мозамбика
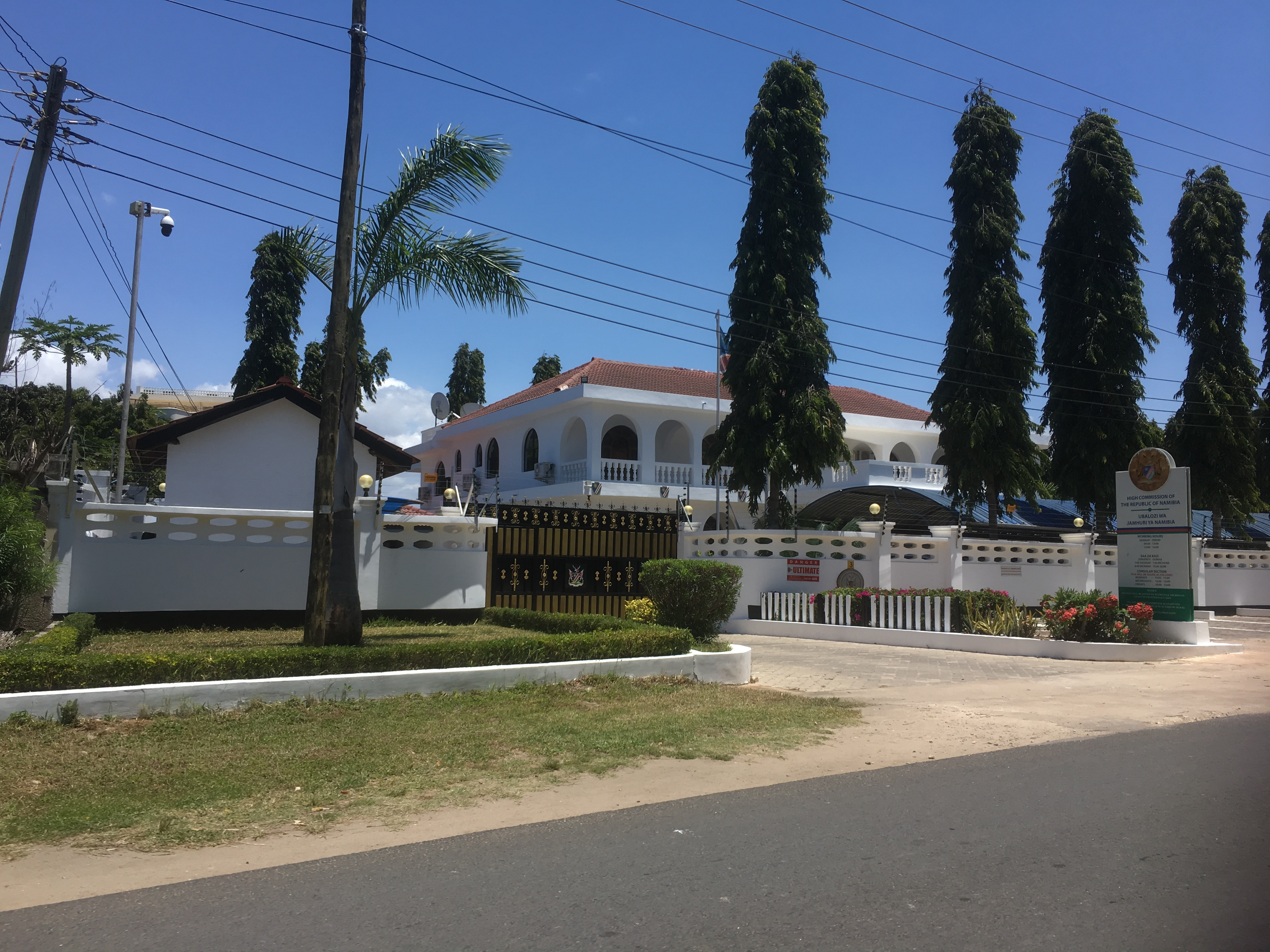
Верховная комиссия Намибии
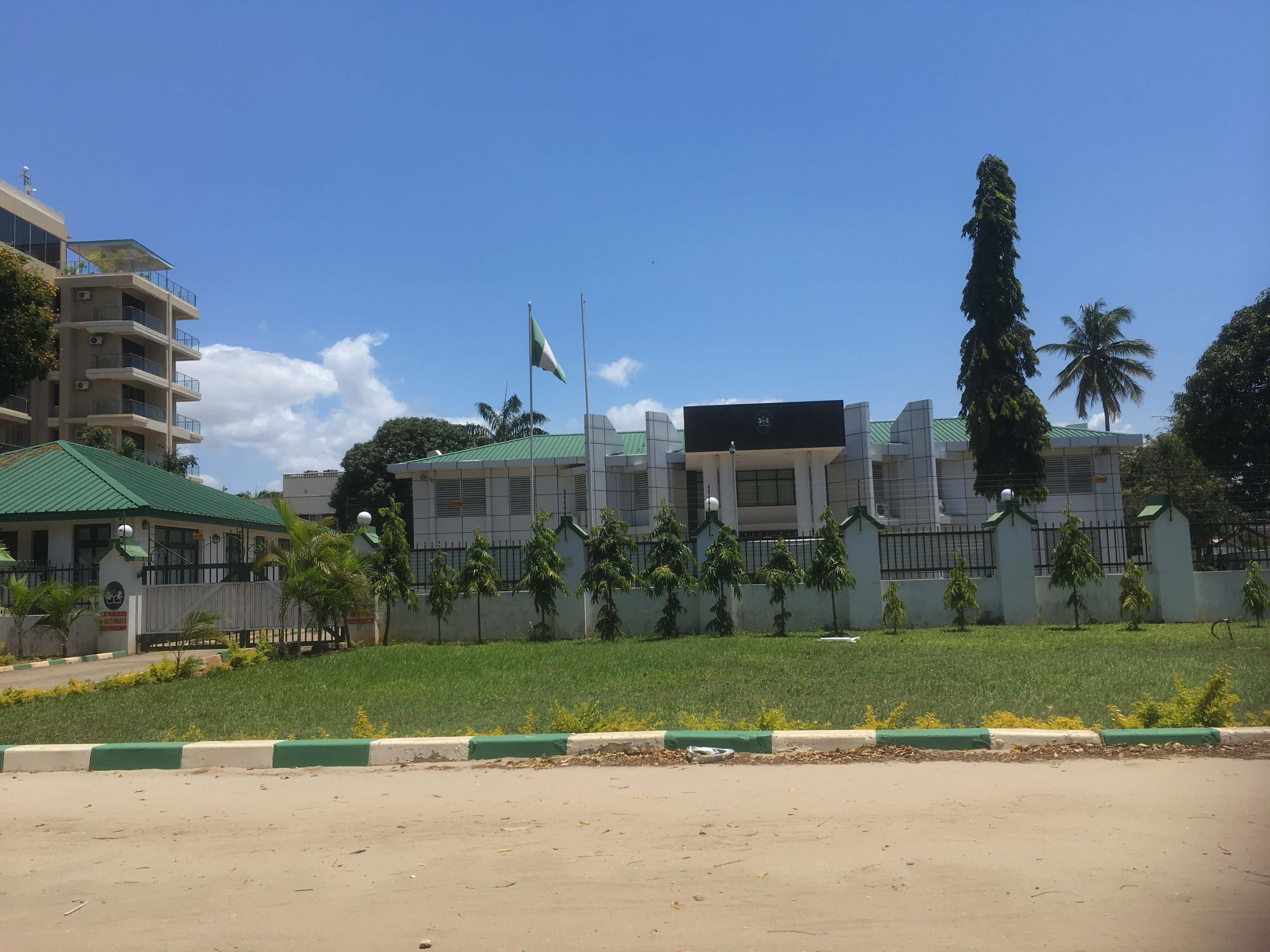
Верховная комиссия Нигерии
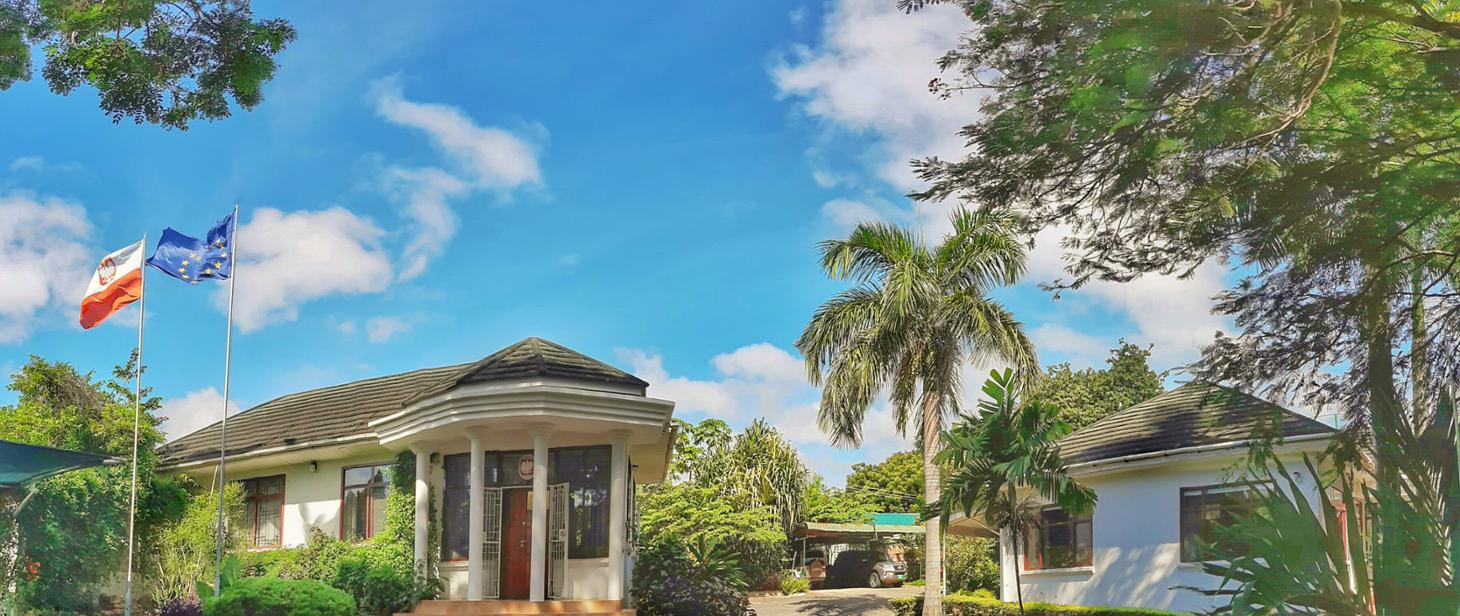
Посольство Польши
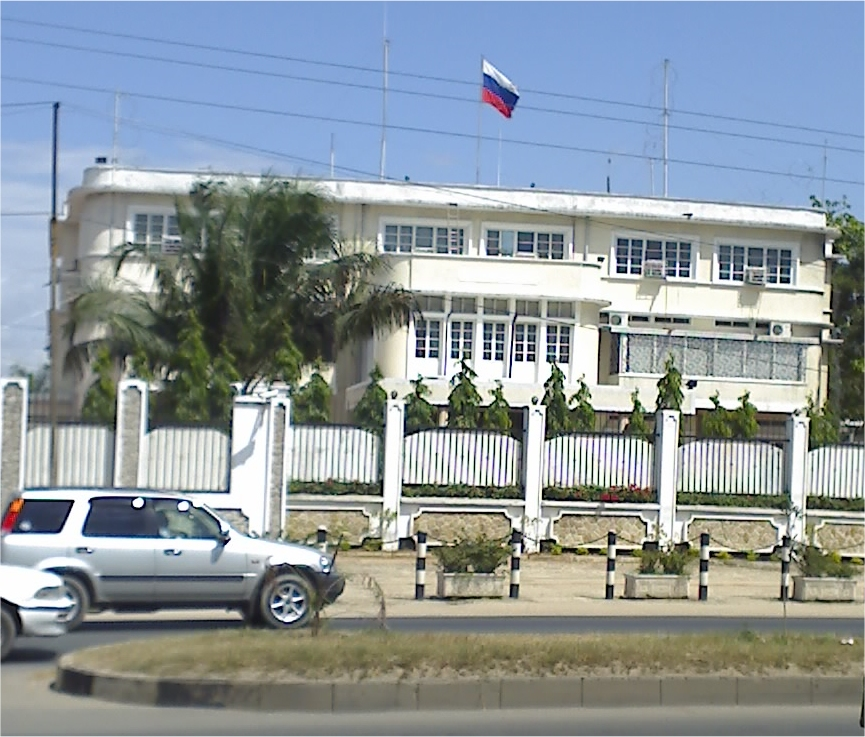
Посольство России
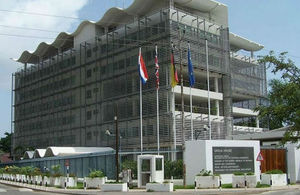
Umoja House, в котором располагаются посольства Германии, Нидерландов, верховный комиссар Великобритании, а также делегация Европейского союза
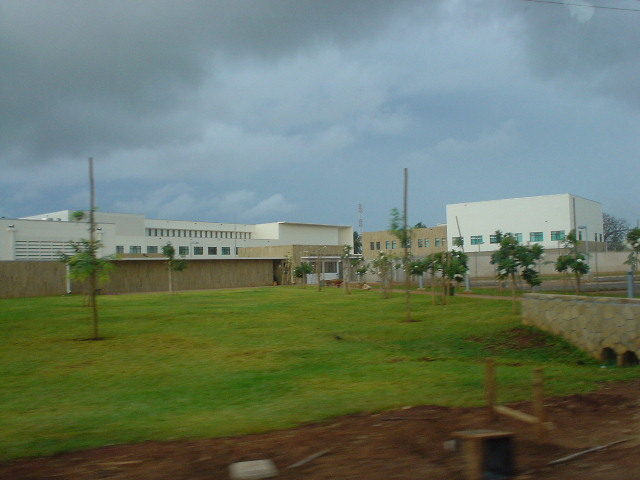
Посольство США
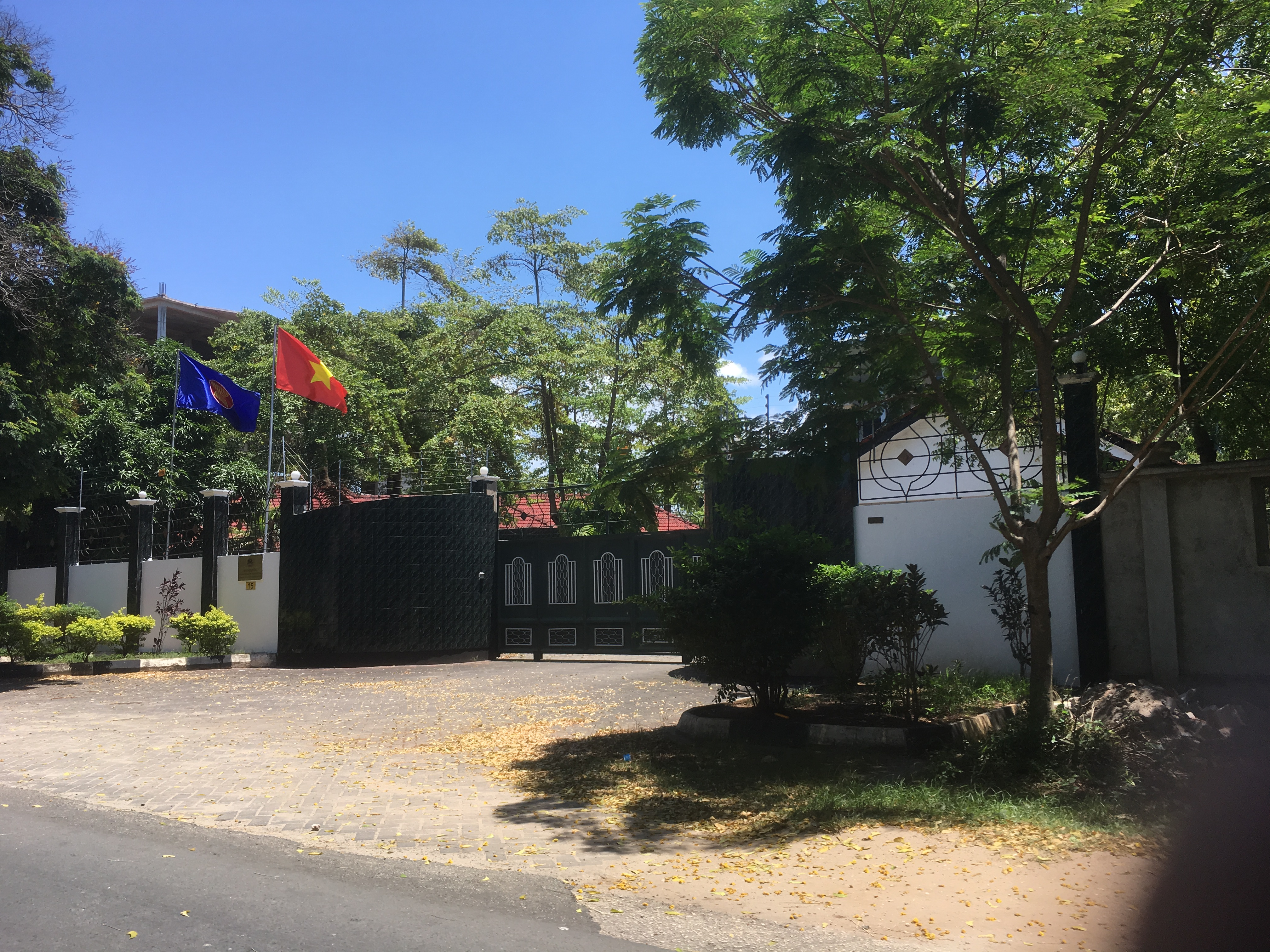
Посольство Вьетнама
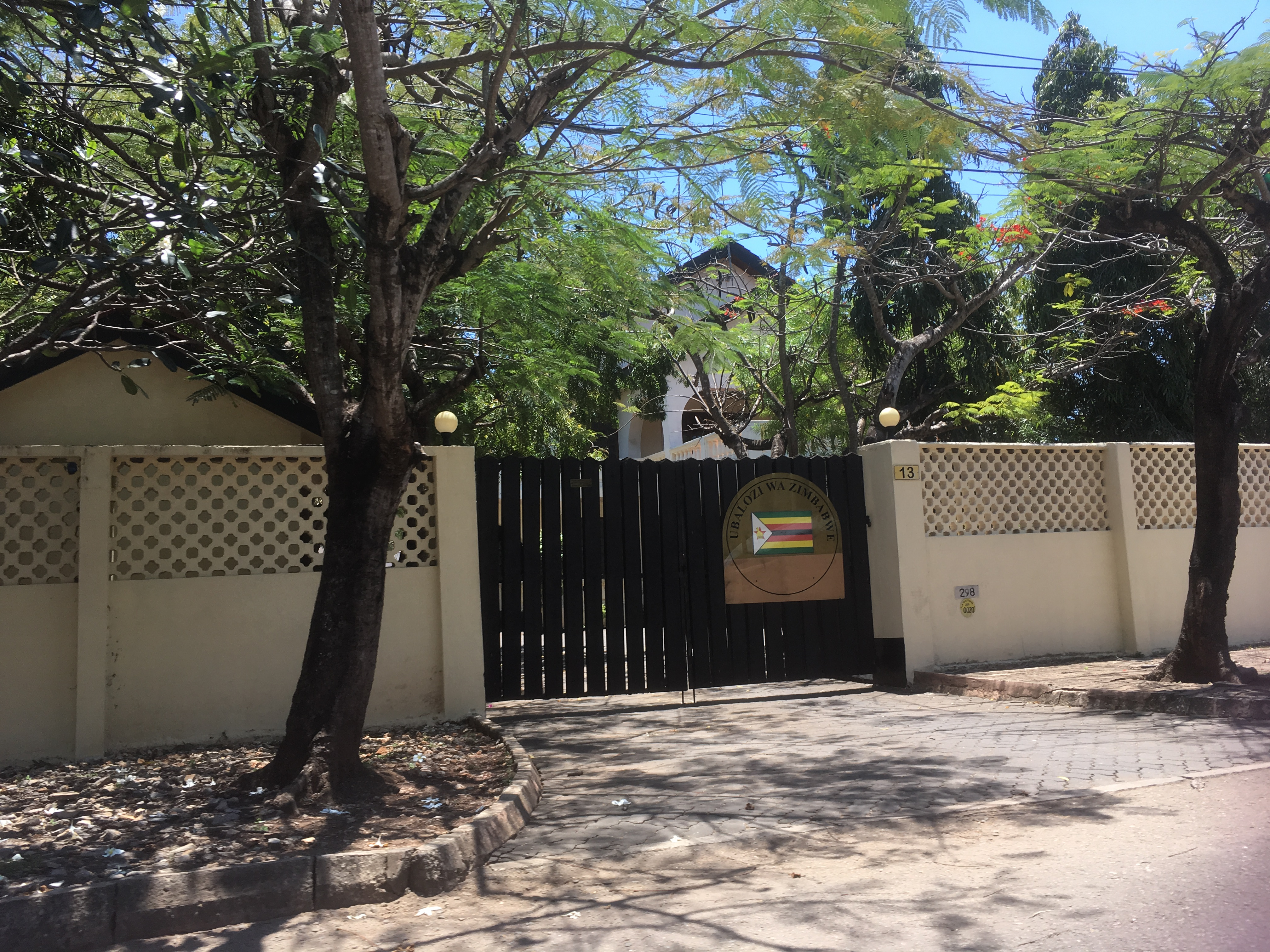
Посольство Зимбабве

## Генеральные консульства

### Аруша
- Бурунди[6]
- Кения[7]

### Кигома
- Бурунди[6]
- ДРК

### Занзибар
- Египет
- Индия
- Китай
- Мозамбик
- ОАЭ[8]
- Оман

## Аккредитованные посольства
Базируются в Аддис-Абебе, Эфиопия:
- Гана
- Кот-д’Ивуар
- Лесото[9]
- Либерия
- Мали[10]
- Нигер
- Сенегал
- Сербия
- Эсватини[11]

Базирующиеся Найроби, Кения:
- Австралия
- Австрия
- Аргентина[12]
- Бангладеш
- Венгрия
- Греция
- Израиль[13]
- Иордания
- Ирак
- Колумбия
- Малайзия
- Мексика
- Румыния
- Словакия
- Сьерра-Леоне
- Таиланд
- Филиппины
- Чехия
- Чили[14]
- Шри-Ланка
- Эритрея

Базирующиеся в Претории, ЮАР:
- Гайана
- Непал
- Новая Зеландия
- Перу
- Уругвай
- Хорватия[15]
- Ямайка[16]

Другие:
- Афганистан (Каир)
- Бахрейн (Хартум)
- Ботсвана (Лусака)
- Кипр (Маскат)
- Исландия (Женева)
- Лаос (Нью-Дели)
- Мальдивы (Нью-Дели)
- Мальта (Валлетта)
- Монголия (Каир)
- Португалия (Мапуту)
- Сингапур (Сингапур)[17]
- Туркменистан (Эр-Рияд)
- Узбекистан (Эр-Рияд)

## Закрытые миссии
| Город        | Страна    | Тип                | Год закрытия | Прим.  |
| ------------ | --------- | ------------------ | ------------ | ------ |
| Дар-эс-Салам | Аргентина | Посольство         | 1991         | :77    |
| Дар-эс-Салам | Австралия | Верховная комиссия | 1987         | [ 19 ] |
| Дар-эс-Салам | Мексика   | Посольство         | 1980         | [ 20 ] |
| Дар-эс-Салам | Румыния   | Посольство         | 1999         | [ 21 ] |